# S5 0014+81
S5 0014+81은 태양 46,000,000,000개의 질량을 가지고 있는 블랙홀이다. 세페우스자리에 가깝게 위치해 있는 초대질량 블랙홀 또는 퀘이사이다. 또 다른 명칭으로는 6C B0014+8120과 Q0014+813이 있다.